# Приїзд, кохана дівчина і робота
«Приїзд, кохана дівчина і робота» — західнонімецька еротична кінокомедія 1969 року, знята режисером Йозефом Захаром.

## Сюжет
Граф Рінальд давно живе цивільним шлюбом зі своєю коханою Аннетт, але ніяк не наважується узаконити стосунки. Тим не менш, щодо своєї юної племінниці граф категоричний: дівчині не варто читати твори новомодних письменників, які відверто описують відносини між статями. Особливо такого улюбленого Аннетт Оноре де Бальзака. Тим часом, у маєтку графа на свято молодого вина збираються гості, більшість з яких не вирізняється зразковою поведінкою. Більше того, всі вони були між собою знайомі раніше, і стосунки між ними склалися дуже заплутані. Хтось вимагає розлучення з некоханим чоловіком, хтось дорікає за підступність колишнього коханця, а хтось шукає чергову жертву для того, щоб вкотре обдурити невинну дівчину в її очікуваннях. Цвяхом свята має стати відроджений стародавній звичай: оголена дівчина станцює на бочці зі свіжозібраним виноградом. Але хто виконає цей танець до останнього моменту залишається невідомим.

## У ролях
- Йоахім Хансен: Фабіан фон Вейден
- Едвіж Фенек: Фелічіта
- Зігхардт Рупп: Георг
- Іван Несбітт: Мануель да Сілва
- Анжеліка Отт: Софі, покоївка
- Мікаела Мей: графиня Аннетт
- Вальтер Бушгофф: Філеас Левенстам
- Ральф Вольтер: Тоні
- Густав Кнут: мер
- Сіссі Льовінгер: Тереза, покоївка
- Катеріна Альтьєрі: Арабелла
- Франсі Фейр: Євгенія
- Крістін Шуберт: покоївка
- Матильда Шмід: епізод

## Знімальна група
- Режисер: Йозеф Захар
- Сценарій: Курт Нахман
- Композитор: Клаудія Альцнер
- Оператор: Курт Джунек